# Никарагуа на летних Олимпийских играх 1996
Никарагуа принимала участие в Летних Олимпийских играх 1996 года в Атланте (США) в седьмой раз за свою историю, но не завоевала ни одной медали. Сборная страны состояла из 25 мужчин и 1 женщины.